# (6332) Vorarlberg
(6332) Vorarlberg ist ein Asteroid des Hauptgürtels, der nach dem österreichischen Bundesland Vorarlberg benannt ist. Er wurde am 30. März 1992 von Freimut Börngen in der Thüringer Landessternwarte Tautenburg entdeckt.